# 烏克蘭庫邦
库邦（烏克蘭語：карбованець，羅馬化：karbovanets，又译为卡尔伯瓦聂兹），乌克兰在1992年至1996年间的法定货币。每库邦分为100戈比，但并无低于1库邦的货币发行。

## 名称与语源
在乌克兰语中，乌克兰库邦的单位有单复数变化，单数是（karbovanets），2到4的金额后使用复数（karbovantsi），5以上的金额后使用复数（karbovantsiv）。早在俄罗斯帝国被推翻后的1918年，乌克兰近代历史上第一个民族国家乌克兰人民共和国曾在1918年至1920年间以为单位发行货币；第二次世界大战期间，德国占领乌克兰后设立乌克兰总督辖区，曾在1942年至1945年间以该单位发行货币，同时该单位也是金卢布和苏联卢布在乌克兰语中的称谓。
有说法认为一词源自于乌克兰语的，意为（在树上）刻痕，指通过在棍子上刻画凹槽来计算债务的古老方法；也有说法认为该词产生于18世纪，当时卢布硬币的币边均为齿状（карбами）的，因此被称为；还有资料称该词意为币边带刻痕的硬币，源自（雕刻） :195。在《俄语详解词典》中，不仅具有卢布银币的含义，还可以指“硬币，尤其是银币和一卢布硬币”。
1992年，脱离苏联独立的乌克兰再次发行以为单位的货币，由于这种货币也被称为（kupony）或（kupono-karbovantsy），其单位也被称为（kupon），复数为（kupony）。在ISO 4217标准中，该货币的英语及法语名称均为“karbovanet”，而乌克兰国家银行英文网站上使用的英文名称为“karbovanets”。中文称为“库邦”。

## 历史

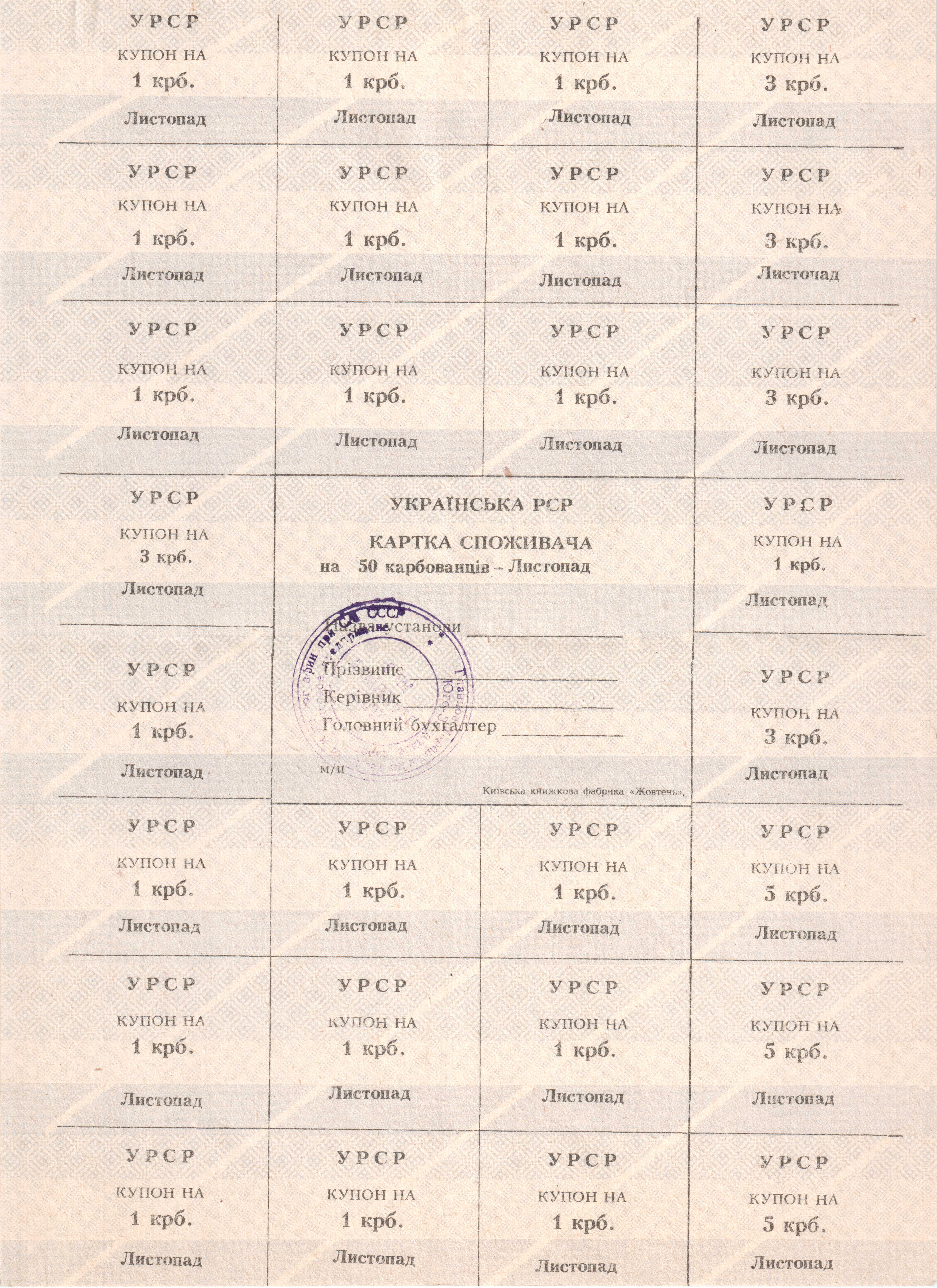
1991年发行的钞券

乌克兰原是苏联的一个加盟共和国，在苏联时期，乌克兰使用全苏联的统一货币卢布。1990年7月16日，乌克兰最高苏维埃通过《乌克兰国家主权宣言》。1990年11月，随着苏联计划经济的崩溃，乌克兰苏维埃社会主义共和国向本国国民发放一次性钞券，在购买杂货和生活必需品时与苏联卢布一起使用。1991年8月24日，乌克兰政府发表的国家独立宣言，正式宣布脱离苏联独立，并改国名为乌克兰共和国。
乌克兰原计划于1992年初，最迟到1992年中开始发行使用本国的新货币——格里夫纳，但实际上，乌克兰政府从1992年初起仅发行了与卢布同时流通的的代用货币——库邦。发行之初，库邦与前苏联卢布的面额相同，有1、3、5、10、25、50、100、200、500、1000库邦，与苏联卢布等价流通。库邦纸币在法国和西班牙印制，防伪性能差，仅印有水纹图案，发行后不久便出现了大量假钞。1992年1月10日，乌克兰库邦在国有商店中可被用作法定货币，但租赁费用等的支付，以及在“私人”市场中仍使用卢布。1992年11月，库邦正式成为乌克兰国内的唯一法定货币，苏联卢布被废止使用:11，使乌克兰成为在俄罗斯1993年货币改革前就退出卢布区的五个国家之一。
1992年12月26日，乌克兰政府调整国内物价，大幅度提高消费品、房租、市内交通等公用设施的价格。1993年第一季度，乌克兰物价再次上涨14倍，1月份通货膨胀率超过100%。到1993年6月份，乌克兰库邦成为独联体国家里最不值钱的货币，黑市上1美元可以兑换超过3000库邦。1994年，乌克兰经济濒临崩溃，乌克兰库邦被人们笑称除了生产卫生纸别无用处。1994年1月，乌克兰的月通货膨胀率为19.2%。列昂尼德·库奇马于1994年7月当选乌克兰总统后实行货币紧缩政策，并放开对物价、贸易及汇率的控制，使乌克兰的通货膨胀得到遏制，通胀率从1994年11月的72%降为1995年5月的5%。
由于恶性通货膨胀，乌克兰库邦最终于1996年被新发行的格里夫纳取代，收兑比率为100000库邦 = 1格里夫纳。经过1996年9月2日至9月16日为期15天的过渡之后，库邦正式退出流通。

## 纸币

### 1991年版
1992年1月10日，乌克兰国家银行发行了面额为1、3、5、10、25、50和100库邦的纸币，该系列的纸币票面年份为1991年，均不带序列号和签名，票面图案的设计相同，正面为基辅创始人纪念碑中基辅创建者之一的雷比季的像，背面为基辅的圣索菲亚主教座堂。
| 票样 | 票样 | 面额（库邦） | 尺寸（mm） | 主色调      | 说明   | 说明             | 日期          | 日期     | 日期          |
| 正面 | 背面 | 面额（库邦） | 尺寸（mm） | 主色调      | 正面   | 背面             | 始发日期      | 票面年份 | 废止日期      |
| ---- | ---- | ------------ | ---------- | ----------- | ------ | ---------------- | ------------- | -------- | ------------- |
|      |      | 1            | 105×53     | 浅棕色      | 雷比季 | 圣索菲亚主教座堂 | 1992年1月10日 | 1991年   | 1994年10月1日 |
|      |      | 3            | 105×53     | 灰绿色      | 雷比季 | 圣索菲亚主教座堂 | 1992年1月10日 | 1991年   | 1994年10月1日 |
|      |      | 5            | 105×53     | 蓝色        | 雷比季 | 圣索菲亚主教座堂 | 1992年1月10日 | 1991年   | 1994年10月1日 |
|      |      | 10           | 105×53     | 粉红色      | 雷比季 | 圣索菲亚主教座堂 | 1992年1月10日 | 1991年   | 1994年10月1日 |
|      |      | 25           | 105×53     | 紫色        | 雷比季 | 圣索菲亚主教座堂 | 1992年1月10日 | 1991年   | 1994年10月1日 |
|      |      | 50           | 105×53     | 绿色        | 雷比季 | 圣索菲亚主教座堂 | 1992年1月10日 | 1991年   | 1994年10月1日 |
|      |      | 100          | 105×53     | 棕色        | 雷比季 | 圣索菲亚主教座堂 | 1992年1月10日 | 1991年   | 1995年3月15日 |
|      |      | 250          | 105×53     | 8种不同颜色 | 利比季 | 圣索菲亚主教座堂 | 未发行        | 未发行   | 未发行        |
|      |      | 500          | 105×53     | 8种不同颜色 | 利比季 | 圣索菲亚主教座堂 | 未发行        | 未发行   | 未发行        |

### 1992年至1996年版
| 票样 | 票样 | 面额（库邦） | 尺寸（mm） | 主色调             | 说明                                   | 说明                           | 日期           | 日期     | 日期          |
| 正面 | 背面 | 面额（库邦） | 尺寸（mm） | 主色调             | 正面                                   | 背面                           | 始发日期       | 票面年份 | 废止日期      |
| ---- | ---- | ------------ | ---------- | ------------------ | -------------------------------------- | ------------------------------ | -------------- | -------- | ------------- |
|      |      | 100          | 105×53     | 橙色               | 基辅创始人纪念碑                       | 圣索菲亚主教座堂               | 1992年5月25日  | 1992年   | 1995年3月15日 |
|      |      | 200          | 105×53     | 棕色               | 基辅创始人纪念碑                       | 圣索菲亚主教座堂               | 1992年6月22日  | 1992年   | 1995年3月15日 |
|      |      | 500          | 105×53     | 蓝绿色             | 基辅创始人纪念碑                       | 圣索菲亚主教座堂               | 1992年6月22日  | 1992年   | 1995年9月1日  |
|      |      | 1000         | 105×53     | 紫色               | 基辅创始人纪念碑                       | 圣索菲亚主教座堂               | 1992年6月22日  | 1992年   | 1996年9月17日 |
|      |      | 2000         | 105×53     | 蓝色               | 乌克兰国徽、基辅创始人纪念碑           | 圣索菲亚主教座堂、乌克兰国徽   | 1993年3月5日   | 1993年   | 1996年9月17日 |
|      |      | 5000         | 105×53     | 红色               | 乌克兰国徽、基辅创始人纪念碑           | 圣索菲亚主教座堂、乌克兰国徽   | 1993年3月5日   | 1993年   | 1996年9月17日 |
|      |      | 5000         | 105×53     | 红色               | 乌克兰国徽、基辅创始人纪念碑           | 圣索菲亚主教座堂、乌克兰国徽   | 1995年2月12日  | 1995年   | 1996年9月17日 |
|      |      | 10000        | 125×57     | 浅绿色、天蓝色     | 圣弗拉基米尔纪念碑人像部分、乌克兰国徽 | 乌克兰国家银行大楼、乌克兰国徽 | 1993年11月17日 | 1993年   | 1996年9月17日 |
|      |      | 10000        | 125×57     | 浅绿色、天蓝色     | 圣弗拉基米尔纪念碑人像部分、乌克兰国徽 | 乌克兰国家银行大楼、乌克兰国徽 | 1995年2月6日   | 1995年   | 1996年9月17日 |
|      |      | 10000        | 125×57     | 浅绿色、天蓝色     | 圣弗拉基米尔纪念碑人像部分、乌克兰国徽 | 乌克兰国家银行大楼、乌克兰国徽 | 1996年1月29日  | 1996年   | 1996年9月17日 |
|      |      | 20000        | 125×57     | 紫色               | 圣弗拉基米尔纪念碑人像部分、乌克兰国徽 | 乌克兰国家银行大楼、乌克兰国徽 | 1993年11月17日 | 1993年   | 1996年9月17日 |
|      |      | 20000        | 125×57     | 紫色               | 圣弗拉基米尔纪念碑人像部分、乌克兰国徽 | 乌克兰国家银行大楼、乌克兰国徽 | 1994年10月7日  | 1994年   | 1996年9月17日 |
|      |      | 20000        | 125×57     | 紫色               | 圣弗拉基米尔纪念碑人像部分、乌克兰国徽 | 乌克兰国家银行大楼、乌克兰国徽 | 1995年2月6日   | 1995年   | 1996年9月17日 |
|      |      | 20000        | 125×57     | 紫色               | 圣弗拉基米尔纪念碑人像部分、乌克兰国徽 | 乌克兰国家银行大楼、乌克兰国徽 | 1996年1月29日  | 1996年   | 1996年9月17日 |
|      |      | 50000        | 125×57     | 浅棕色             | 圣弗拉基米尔纪念碑人像部分、乌克兰国徽 | 乌克兰国家银行大楼、乌克兰国徽 | 1993年11月17日 | 1993年   | 1996年9月17日 |
|      |      | 50000        | 125×57     | 浅棕色             | 圣弗拉基米尔纪念碑人像部分、乌克兰国徽 | 乌克兰国家银行大楼、乌克兰国徽 | 1994年10月7日  | 1994年   | 1996年9月17日 |
|      |      | 50000        | 125×57     | 浅棕色             | 圣弗拉基米尔纪念碑人像部分、乌克兰国徽 | 乌克兰国家银行大楼、乌克兰国徽 | 1995年2月6日   | 1995年   | 1996年9月17日 |
|      |      | 100000       | 125×57     | 灰绿色             | 圣弗拉基米尔纪念碑人像部分、乌克兰国徽 | 乌克兰国家银行大楼、乌克兰国徽 | 1993年11月17日 | 1993年   | 1996年9月17日 |
|      |      | 100000       | 125×57     | 灰绿色             | 圣弗拉基米尔纪念碑人像部分、乌克兰国徽 | 乌克兰国家银行大楼、乌克兰国徽 | 1994年10月7日  | 1994年   | 1996年9月17日 |
|      |      | 200000       | 125×57     | 黄色、棕色、碧绿色 | 圣弗拉基米尔纪念碑人像部分、乌克兰国徽 | 國立烏克蘭歌劇院、乌克兰国徽   | 1994年5月16日  | 1994年   | 1996年9月17日 |
|      |      | 500000       | 125×57     | 蓝色、紫色、黄色   | 圣弗拉基米尔纪念碑人像部分、乌克兰国徽 | 國立烏克蘭歌劇院、乌克兰国徽   | 1994年12月9日  | 1994年   | 1996年9月17日 |
|      |      | 1000000      | 125×57     | 棕色、蓝色         | 塔拉斯·舍甫琴科塑像、乌克兰国徽        | 基辅大学、乌克兰国徽           | 1995年5月12日  | 1995年   | 1996年9月17日 |

## 备注
1. ↑  现代的俄罗斯卢布在乌克兰语中称[2]
2. ↑  另外四个分别是爱沙尼亚、拉脱维亚、立陶宛和吉尔吉斯斯坦[15]
3. ↑  具体为红色、橙色、棕色、橄榄色、碧绿色、天蓝色、蓝色和紫色